# Katharina Staritz
Katharina Staritz, née le 25 juillet 1903 à Breslau et morte le 3 avril 1953 à Francfort-sur-le-Main, est une théologienne protestante allemande. Elle est la première femme à obtenir un doctorat à la faculté de théologie de Marbourg, puis une des premières femmes à exercer comme pasteure. À l'époque du nazisme, elle s'engage activement dans la protection des chrétiens non-aryens. Elle est emprisonnée au camp de concentration pour femmes de Ravensbrück de 1941 à 1943.

## Biographie

### Jeunesse et formation
Katharina Helene Charlotte Staritz est née à Breslau. Elle est la fille aînée de Carl Staritz, professeur de lycée et de Margarete Ismer. Elle a une sœur, Charlotte, de sept ans sa cadette.
Après son Abitur, obtenu en 1922 à la Viktoriaschule de Breslau, elle souhaite étudier la théologie mais ses parents l'en dissuadent, y voyant peu d'avenir pour une femme. Elle étudie donc la philologie à l'Université de Breslau, se spécialisant en allemand, histoire et religion. Après l'intervention du professeur Hans von Soden (de), ses parents l'autorisent finalement à étudier la théologie protestante, ce qu'elle fait d'abord à l'université de Breslau, puis à l'Université Philipps de Marbourg. En 1928, elle réussit l'examen de la faculté et termine son doctorat quelques jours plus tard avec une thèse sur La croyance d'Augustin en la création basée sur ses interprétations de la Genèse. Elle devient ainsi la première femme à obtenir un doctorat à la Faculté de théologie de Marbourg et ue des premières en Allemagne,.

### Vicariat
En 1932, Katharina Staritz devient « vicaire de la ville », non ordonnée, de Breslau. Elle est "consacrée", bien plus tard et avec des droits limités, le 6 novembre 1938,. Elle est chargée de la pastorale hospitalière pour les enfants, des cours pour la confirmation, pour les jeunes, les femmes et les juifs et du travail dans une communauté suburbaine à Breslau,.

### Résistance
Depuis la Nuit de Cristal du 9 au 10 novembre 1938, le soutien aux juifs de Breslau et, plus largement de Silésie, devient le centre de ses activités. Dès la fin de l’été 1938, le pasteur Heinrich Grüber (de) et quelques membres de l’Église confessante créent un « Bureau d’aide de l’Église pour les chrétiens non aryens », aussi appelé Bureau Grüber (de). L'objectif est de conseiller et d'aider le maximum de personnes juives à émigrer en leur fournissant des adresses dans des pays disposés à les accepter et les devises étrangères nécessaires. Pour ceux qui restent en Allemagne, des conseils et des soins sont organisés. A ce moment là, en avril 1940, le Bureau Grüber est officiellement chargé de « Toutes les questions relatives à la migration, au bien-être et à la scolarité des Juifs appartenant à l'Église protestante ». Après la déportation de Heinrich Grüber, Katharina Staritz, qui appartient au mouvement de l’Église confessante, est officiellement responsable du Bureau,. Parmi les plus de cent personnes qu'elle parvient à faire émigrer, et donc, à survivre, figure, en 1941, Brigitte Schatzky, qui arrive en Angleterre à bord du dernier Kindertransport,,.
Lorsqu'est adopté le règlement de police du 1er septembre 1941 qui impose le port de l’étoile jaune, Katharina Staritz diffuse une circulaire aux pasteurs de Breslau pour leur demander de ne pas exclure les chrétiens non-aryens des services religieux,, :

« Ils ont le même droit de résidence dans l'église que les autres membres de la communauté et ont particulièrement besoin du réconfort de la parole de Dieu. Il existe un risque pour les communautés de se laisser tromper par des éléments qui ne sont pas vraiment chrétiens et de mettre en danger l'honneur chrétien de l'Église par un comportement non chrétien. »

Le 18 octobre 1941, le consistoire de Breslau diffuse une lettre pour se désolidariser de cette position. Le 21 octobre, Katharina Staritz est mise en congé forcé et expulsée de Breslau. Deux mois plus tard, elle fait l'objet d'une violente attaque dans le journal SS, Das Schwarze Korps.
Dans une circulaire du 22 décembre 1941, l'Église évangélique allemande appelle toutes les Églises régionales protestantes à « prendre des mesures appropriées pour garantir que les baptisés non aryens restent à l'écart de la vie ecclésiale de la communauté allemande ».
À Marbourg où elle étudie à nouveau, Katharina Staritz est arrêtée le 4 mars 1942 par la Gestapo et placée en Schutzhaft (détention de protection) durant deux mois à la prison de la police de Cassel. Du 7 avril 1942 au 5 juin 1942, elle est détenue dans le camp d'éducation ouvrière de Breitenau, puis envoyée au camp de concentration de Ravensbrück comme prisonnière politique. Elle ne passe jamais en jugement,.
Elle bénéficie d'une libération conditionnelle le 18 mai 1943, grâce à l'intervention de sa sœur Charlotte Staritz qui multiplie les pétitions aux autorités ecclésiastiques et nazies. Elle doit se présenter à la police de Breslau deux fois par semaine, est placée sous surveillance et n'est pas autorisée à travailler en contact avec le public.
De sa détention, elle garde un état d'épuisement sévère avec des problèmes de mémoire et une dépression, des problèmes vertébraux et une gale persistante.

### L'après-guerre
Le 22 janvier 1945, Katharina Staritz réussit à quitter la ville de Breslau avec sa sœur, leur mère handicapée et une tante. Elle travaille pour l'église protestante de Hesse-Waldeck. Après des missions en Thuringe et à Cassel, elle est employée, entre autres, comme pasteur dans une prison pour femmes à Albertshausen, près de Bad Wildungen. Dans toutes les communautés, elle accomplit tous les actes officiels au nom des pasteurs mais, bien qu'elle soit déjà devenue fonctionnaire à vie à Breslau des années auparavant, elle reste intérimaire. Martin Niemöller intervient pour qu'elle soit placée en probation dans l’Église évangélique de Hesse-Nassau.
Le 1erdécembre 1949, elle est la première théologienne à être nommée dans un poste de fonctionnaire au sein de l'Église évangélique de Hesse et Nassau, mais sans le titre de « pasteur » et avec un salaire réduit,. Elle avait posé comme condition de pouvoir travailler de manière indépendante dans une congrégation ayant appartenu à l’Église confessante durant le Troisième Reich et de se voir attribuer, comme les pasteurs, la charge de prédication et l’administration des sacrements, ce qui inclut le droit de porter une robe pendant les services religieux et les actes officiels. Elle est intronisée le 10 septembre 1950 et se voit confier le travail des femmes et reçoit une mission de prédication et de pastorale à la St. Katharinengemeinde, ainsi qu'à la prison pour femmes de Preungesheim,,,.
Katharina Staritz décède d'un cancer le 3 avril 1953 à Francfort, à l'âge de 49 ans. Elle est inhumée au cimetière de Francfort-Bockenheim .

## Notoriété
Katharina Staritz n'a laissé aucune trace écrite détaillée de son travail humanitaire. Mais des lettres et des notes du bureau Grüber ont permis de documenter son travail. Par ailleurs, Charlotte Staritz, sa sœur a une liste de 120 adresses de personnes qui ont pu émigrer, en grande partie grâce à ses efforts. Ce n'est que peu de temps avant sa mort qu'elle rédige les souvenirs de sa déportation, ou les dicte à sa sœur. Ils sont publiés à titre posthume, sous le titre Des großen Lichtes Widerschein.
Son travail et ses mérites n’ont été reconnus qu’avec beaucoup d’hésitation par l’Église officielle, les chrétiens allemands, ainsi que par l’Église confessante. Ce n’est qu’à partir de la fin des années 1980 que les études féministes et les recherches sur la résistance des femmes commencent à s’intéresser à elle. Gerlind Schwöbel (de), notamment, une élève de Katharina Staritz, publie une biographie, Ich aber vertraue, en 1990, qui met en lumière son importance dans l'histoire du nazisme et des églises. Une deuxième édition augmentée est publiée en 1992. À la suite de cette redécouverte, deux volumes contenant des documents sur la vie de Katharina Staritz, remontant à 1942, sont publiés en 2002 et 2022. En 2004, Katharina Staritz est mentionnée pour la première fois dans une encyclopédie, dans la quatrième édition de Religion in Geschichte und Gegenwart.

## Distinctions
- Le 13 octobre 2001, une plaque commémorative est dévoilée dans l' église Marie-Madeleine de Breslau. Elle porte l'inscription suivante, en allemand et en polonais : « En paroles et en actes, elle a fait preuve de charité chrétienne envers ses frères et sœurs d’origine juive persécutés pendant les années du régime nazi et a donc été persécutée »[2].
- Des rues portent son nom à Francfort-sur-le-Main, Diepholz et Bretten[13],[5].
- À partir de 2023, la Fondation Action 365 (de) House décernera un double prix appelé Prix Action 365 Becker-Staritz[14].

## Publications
- (de) Des großen Lichtes Widerschein. In memoriam Katharina Staritz., Berlin, Evangelische Frauenhilfe Münster, 1952